# Каввадиас, Никос
Никос Каввадиас (греч. Νίκος Καββαδίας; 11 января 1910, Никольск-Уссурийский — 10 февраля 1975, Афины) — известный греческий поэт и писатель-маринист.

## Биография

Бюст Никоса Каввадиаса в Аргостолион, остров Кефалиния.

Родился в греческой семье выходцев с острова Кефалиния, Харилаоса Каввадиаса и Доротеи Ангелату, родом из известной семьи кефалинийских судовладельцев в Никольск-Уссурийском (ныне Уссурийск). Здесь же родились и его братья Евгений и Димитрис. Отец был владельцем торгового предприятия, работающим в основном с Российской армией.
В 1914 г. с началом мировой войны семья репатриировалась в Грецию, город Аргостолион (Кефалиния), а отец вновь вернулся в Россию. Революция 1917 г. положила конец семейному предприятию, отец был заключён в тюрьму и вернулся в Грецию лишь в 1921 г.
В 1922 г. семья переехала в Пирей. Здесь Н. Каввадиас окончил начальную школу. В гимназии познакомился с писателем и врачом ВМФ Павлосом Нирванасом. В 18-летнем возрасте опубликовал свои первые стихотворения под псевдонимом Петрос Валхалас.
Со смертью отца Н. Каввадиас вынужден поступить на работу в офис судоходной компании; одновременно продолжал сотрудничать с литературными журналами.
В 1928 г. ушёл в свой первый рейс юнгой на грузовом судне «Агиос Николаос» («Святой Николай»). В 1938 г. призван в армию, где в 1939 г. получил диплом радиста. Как связист участвовал в победоносной для греческого оружия греко-итальянской войне 1940—1941 гг. По окончании Второй мировой войны и гражданской войны в Греции (1949) работал радистом на торговых судах с малыми перерывами вплоть до 1974 г.
За эти годы издал множество сборников стихов и рассказов. Первое издание за границей — сборник стихов «Вахта», на французском языке, в 1959 г.
Каввадиас как поэт-маринист был всегда читаем и после его смерти, но стал ещё более популярен, в особенности среди греческой молодёжи, в конце 1990-х годов, после того как известный греческий композитор Танос Микруцикос написал цикл песен «Южный Крест» на стихи Каввадиаса.

## Сборники стихов
- Марабу 1933 г.
- Туман 1947 г.
- Траверс 1975 г.
- Дневник рулевого (издан посмертно в 2005 г.)

## Рассказы
- «Вахта» 1954 г.
- «Ли» 1974 г.
- «Военные рассказы: моему коню» (изданы посмертно 1987 г.)